# Maritime & Seafood Industry Museum
Le Maritime & Seafood Industry Museum (MSIM) (en français : Musée de l'industrie maritime et des produits de la mer) a été créé en 1986 pour préserver et interpréter l'histoire et le patrimoine maritimes de Biloxi et de la côte du golfe du Mississippi.

## Description
Il accomplit sa mission à travers une série d'expositions sur la crevette, les huîtres, la pêche récréative, les zones humides, la gestion des ressources marines, les bateaux charter, la forge marine, la construction de bateaux en bois, la fabrication de filets, les catboats/skiff Biloxi, la machine à éplucher les crevettes et de nombreuses photographies historiques et objets. Le Wade Guice Hurricane Museum  au sein du musée, comprenant 130 m2 d'espace d'exposition et un théâtre à la pointe de la technologie. Le musée a donné vie à l'histoire et au patrimoine maritimes locaux en reproduisant deux goélettes Biloxi à deux mâts de près de 20 m (65 pieds).
En août 2005, le musée a été détruit par l'ouragan Katrina. Neuf ans plus tard, un musée de 3 étages de 1,900 m2, nouvellement construit, a ouvert ses portes au public.Reconstruction Le 2 août 2014, un nouveau musée de trois étages, contenant 20 000 pieds carrés (1 900 m2), a ouvert au public.[2]

## Programmes
Le Maritime & Seafood Industry Museum parraine actuellement deux programmes par an, le Sea and Sail Adventure Camp et le Billy Creel Memorial Wooden Boat Show.
Dans le camp d'aventure Sea and Sail, les enfants âgés de 8 à 13 ans découvrent l'histoire et le patrimoine de la côte du golfe du Mississippi à travers des excursions à la voile, de pêche, d'artisanat maritime et des sorties sur le terrain dans l'industrie des fruits de mer.
Le Billy Creel Memorial Wooden Boat Show présente les bateaux en bois historiques, antiques, classiques et contemporains lors du plus grand rassemblement d'embarcations sur la côte du golfe du Mississippi.

### Goélettes
Achevé en juin 2006, le Schooner Pier Complex abrite les deux répliques de goélette Biloxi pour la pêche aux huÎtres. Ces goélettes ont jadis navigué sur la côte de la fin des années 1800 au début des années 1900 ; Cependant, l'introduction de moteurs marins et les changements dans les lois sur la récolte des huîtres ont fait disparaître ces magnifiques bateaux. 
- Glenn L. Swetman[5]:
- Mike Sékul[6] :

La jetée comprend trois pavillons, une zone de stockage pour les pièces de la goélette, des toilettes accessibles aux personnes handicapées et une plate-forme d'observation au deuxième étage. Il dispose également d'une station de pompage marine et d'un espace pour une future boutique de cadeaux et d'un espace de bureau pour les affaires de goélettes.

## Galerie
|                  |
| Glenn L. Swetman |

|            |
| Mike Sékul |